# Pseudomicrargus latitegulatus
Pseudomicrargus latitegulatus är en spindelart som först beskrevs av Ryoji Oi 1960.  Pseudomicrargus latitegulatus ingår i släktet Pseudomicrargus och familjen täckvävarspindlar. Inga underarter finns listade i Catalogue of Life.